# Лобес
Ло́бес (устар. Лобе; латыш. Lobes ezers; Ви́скалю, латыш. Viskāļu ezers) — проточное эвтрофное озеро в Крапской волости Огрского края Латвии. Относится к бассейну Даугавы.
Располагается в болотистой лесистой местности на Мадлиенской покатости Среднелатвийской низменности. Уровень уреза воды находится на высоте 81 м над уровнем моря (во время паводка может подниматься до 84 м над уровнем моря). Озёрная котловина овальной формы, на северо-западе длинный узкий залив. Акватория вытянута в направлении северо-запад — юго-восток на 4,5 км, шириной — до 2,2 км. Площадь водной поверхности — 497 га (может достигать 5,2 км² — 5,335 км²). Берега в основном низкие. Мелководно, средняя глубина составляет 1,3 м, наибольшая — 2,2 м, приходится на северо-западную часть озера. Подвержено сильному зарастанию. Мощность донных отложений достигает 3,5 м. Площадь водосборного бассейна — 143 км² (по другим данным — 211 км²). К озеру подведено несколько канав, впадают реки Бебрупе, Лаукупите, Ошупите. На северо-западе вытекает Лобе, впадающая в реку Огре.